# National Futures Association
A National Futures Association (NFA), é a organização de autorregulação (SRO) da indústria de derivativos dos EUA, incluindo futuros negociados em bolsa, moeda estrangeira de troca no varejo (forex) e derivados OTC (swaps). 

A NFA está sediada em Chicago e mantém um escritório na cidade de Nova Iorque. A NFA é uma organização reguladora independente e sem fins lucrativos. A NFA não opera nenhum mercado e não é uma associação comercial. A NFA é financiada com taxas de associação e taxas de avaliação, e a associação é obrigatória para muitos participantes do mercado.[carece de fontes?]